# وزارة الشؤون الخارجية (الدولة العثمانية)

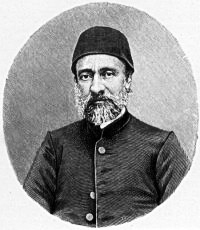

وزارة الخارجية (بالتركية العثمانية: Hariciye Nezâreti؛ (بالفرنسية: Ministère des Affaires Étrangères) كانت قِسمًا من حكومة الدولة العثمانية مسؤولًا عن العلاقات الخارجية للدولة العثمانية، منذ تأسيسها في عام 1836 إلى إلغائها في عام 1922. قبل عام 1836، كانت العلاقات الخارجية تدار من قبل رئيس الكتاب، الذي تم استبداله بوزارة على الطراز الغربي كجزء من إصلاحات وتحديث لتنظيمات. إن خليفة وزارة العثمانية الشؤون الخارجية هي وزارة الشؤون الخارجية لجمهورية تركيا.
كانت اللغة الفرنسية هي لغة العمل الرسمية للوزارة في الفترة التي تلت حرب القرم.

## المنظمة
كان يرأسها وزير يمثل ريس أفندي ومجلس من ستة أعضاء برئاسة وكيل وزارة الخارجية (مستشار). كما شملت الشخصيات الرئيسية الأخرى سيد الاحتفالات الكبرى لرئيس ترجمان في الديوان الإمبراطوري والماجستير الأكبر للاحتفالات (Techrifati-Hardjié) من إخراج مقدم السفراء.
الإدارات المتضمنة:
- المحاسبة (Direction de Comptabilité)
- غرفة الحقوقيين (Bab-i-Ali Istikharé Odassi، Chambre des Conseillers légistes)
- الشؤون التجارية (التجارية، مديرية الشؤون التجارية)
- القنصليات (Chehpendéri، Direction des Consulats)
- المراسلات الأجنبية (Tahrirat-i-Hardjié، Direction de la Correspondance étrangère)
- الصحافة الأجنبية (Direction de la presse étrangère)
- التقاضي (Oumori-Houkoukié-i-Muhtélita ، Direction du Contentieux)
- الجنسيات (Direction des Nationalités)
- الموظفون (Sigilli Ahwal، إدارة شؤون الموظفين)
- الترجمة (Terdjumé، Direction de Traduction)
- مراسلات تركية (Mektoubi-Hardjié ، Direction de la Correspondance turque)

## قائمة الوزراء
- عاكف باشا (1836)
- أحمد خلوصي باشا (1836-1837)
- مصطفى رشيد باشا (1837-1838)
- محمد نوري أفندي (1838-1839)
- مصطفى رشيد باشا (1839-1841)
- صادق رفعت باشا (1841)
- ابراهيم صارم باشا (1841-1843)
- صادق رفعت باشا (1843-1844)
- محمد شكيب أفندي (1844)
- محمد أمين علي باشا (1844-1845)
- مصطفى رشيد باشا (1845-1846)
- محمد أمين علي باشا (1846-1848)
- صادق رفعت باشا (1848-1848)
- محمد أمين علي باشا (1848-1852)
- كيشيسيزاد فؤاد باشا (1852-1853)
- صادق رفعت باشا (1853)
- مصطفى رشيد باشا (1853-1854)
- محمد أمين علي باشا (1854)
- محمد إسعاد صففت أفندي (1854-1855) وزيراً بديلاً
- كيشيسيزاد فؤاد باشا (1855-1856)
- محمد أمين علي باشا (1856)
- ابراهيم ادهم باشا (1856-1857)
- علي غالب باشا (1857)
- محمد أمين علي باشا (1857)
- كيشيسيزاد فؤاد باشا (1857-1858)
- محمود نديم باشا (1858-1860) وزيرا مناوبا
- محمد اسعد ساففيت افندي (1860) وزيرا بديلا
- محمد أمين علي باشا (1860-1861)
- كيشيسيزاد فؤاد باشا (1861)
- محمد أمين علي باشا (1861-1867)
- كيشيسيزاد فؤاد باشا (1867-1869)
- محمد اسعد صففيت باشا (1869)
- محمد أمين علي باشا (1869-1871)
- سيرفر باشا (1871-1872)
- محمد جميل باشا (1872)
- خليل عريف باشا (1872-1873)
- محمد اسعد صفط باشا (1873)
- محمد رشيد باشا (1873-1874)
- أحمد عريفي باشا (1874)
- محمد اسعد صفط باشا (1874-1875)
- محمد رشيد باشا (1875-1876)
- محمد اسعد صفط باشا (1876-1877)
- أحمد عريفي باشا (1877)
- سيرفر باشا (1877-1878)
- محمد اسعد صفط باشا (1878)
- عاصم محمد باشا (1878)
- ألكسندر كاراتيودوري باشا (1878-1879)
- محمد اسعد صفط باشا (1879)
- سافا باشا (1879-1880)
- عابدين باشا (1880)
- عاصم محمد باشا (1880-1881)
- سعيد حليم باشا (1881-1882)
- عاصم محمد باشا (1882)
- محمد اسعد صفط باشا (1882)
- أحمد عريفي باشا (1882-1884)
- عاصم محمد باشا (1884-1885)
- سعيد حليم باشا (1885-1896)
- تورهان باشا (1896-1899)
- سعيد حليم باشا (1899)
- أحمد توفيق باشا (1899-1909) [3]
- محمد رفعت باشا (1909-1911)
- إبراهيم حقي باشا (1911)
- مصطفى عاصم بك (1911-1912)
- غابرييل نورادونكيان (1912-1913)
- سعيد حليم باشا (1913-1915)
- خليل بك (1915-1917)
- أحمد نسيمي بك (1917-1918)
- محمد نبي بك (1918)
- مصطفى رشيد باشا (1918-1919)
- يوسف فرانكو باشا (1919)
- الداماد فريد باشا (1919)
- عبد اللطيف صفا بك (1919)
- مصطفى رشيد باشا (1919-1920)
- عبد اللطيف صفا بك (1920)
- الداماد فريد باشا (1920)
- عبد اللطيف صفا بك (1920-1921)
- أحمد عزت باشا (1921-1922)

## روابط خارجية
- Genell, Aimee M. (نوفمبر 2016). "The Well-Defended Domains: Eurocentric International Law and the Making of the Ottoman Office of Legal Counsel". مطبعة جامعة إنديانا. ج. 3 ع. 2: 255–275. DOI:10.2979/jottturstuass.3.2.04. JSTOR:10.2979/jottturstuass.3.2.04. - The abstract states that this was a department of the Ottoman Foreign Ministry
- Findley, Carter V. (أكتوبر 1972). "The Foundation of the Ottoman Foreign Ministry: The Beginnings of Bureaucratic Reform under Selîm III and Maḥmûd II". مطبعة جامعة كامبريدج. ج. 3 ع. 4: 388–416. DOI:10.1017/S0020743800025186. JSTOR:162489.